# 8968 Europaeus
8968 Europaeus eller 1212 T-2 är en asteroid i huvudbältet som upptäcktes den 29 september 1973 av den nederländsk-amerikanske astronomen Tom Gehrels och det nederländska astronomparet Ingrid van Houten-Groeneveld och Cornelis Johannes van Houten vid Palomarobservatoriet. Den är uppkallad efter fågeln Nattskärra.
Asteroiden har en diameter på ungefär 12 kilometer och den tillhör asteroidgruppen Eos.